# كيسوكه أوكادا
كيسوكه أوكادا (باليابانية: 岡田 啓介 أوكادا كيسوكه) (20 يناير 1868 - 7 أكتوبر 1952) كان أدميرال في البحرية اليابانية الإمبراطورية وسياسي ياباني شغل منصب رئيس الوزراء الياباني الحادي والثلاثون.

## روابط خارجية
- كيسوكه أوكادا على موقع الموسوعة البريطانية (الإنجليزية)